# Квинт Фабије Максим Кунктатор
Квинт Фабије Максим Верукос Кунктатор (око 280. п. н. е. – 203. п. н. е.) био је римски политичар, војсковођа и државник.
Најпознатији је по томе што је на месту диктатора и конзула био у по Рим најгорим тренуцима Другог пунског рата, те применио стратегију избегавања уређене битке с Ханибалом и посредног исцрпљивања његових снага. Та стратегија, касније названа фабијевском, је спречила Ханибала да искористи своје спектакуларне победе над Римљанима и добије рат. Кунктатор преведено значи „Оклевало” и то му је више надимак због герилске војне политике коју је водио против Картагињана. Многи мисле да је Рим доста изгубио овом тактиком но многи историчари тог времена записују: „Рим ипак спаси онај који је оклевао”.